# SF3A3
SF3A3‏ (Splicing factor 3a subunit 3) هوَ بروتين يُشَفر بواسطة جين SF3A3 في الإنسان.